# Miguel Rosquelles
Miguel Rosquelles (¿?, c. 1641 - Barcelona, 29 de julio de 1684) fue un compositor y maestro de capilla español.

## Vida
Se desconoce el lugar de nacimiento de Roquelles, pero se cree que fue hacia 1641. Su formación musical fue en la iglesia de Santa María del Mar en Barcelona, donde fue discípulo del maestro Josep Reig.
A partir del 24 de febrero de 1669 Reig cedió la plaza de maestro de capilla de Santa María, a causa de su avanzada edad y quebrada salud. Roquelles solicitó y obtuvo el cargo en propiedad el 26 de febrero de 1674, tras el fallecimiento de Reig. Mantuvo el cargo hasta su fallecimiento en Barcelona, el 29 de julio de 1684.
Fue uno de los compositores más apreciados de Cataluña en el siglo XVII.

Este aventajado artista desempeñó con aplauso dicha maestría hasta 29 de Julio de 1684, en que falleció. Su
muerte dejó sumida esta comunidad en sentimiento y tristeza.

## Obra
Es autor de cinco villancicos de 11 a 13 voces, de una misa a 8 voces, de un Nunc dimittis y de unas completas, ambas obras a 15 voces. Francesc Valls fue uno de sus discípulos.